# بخش لژنفسکی
بخش لژنفسکی (به لاتین: Lezhnevsky District) یک منطقهٔ مسکونی در روسیه است که در استان ایوانوف واقع شده‌است.